# Túmulo de São Pedro

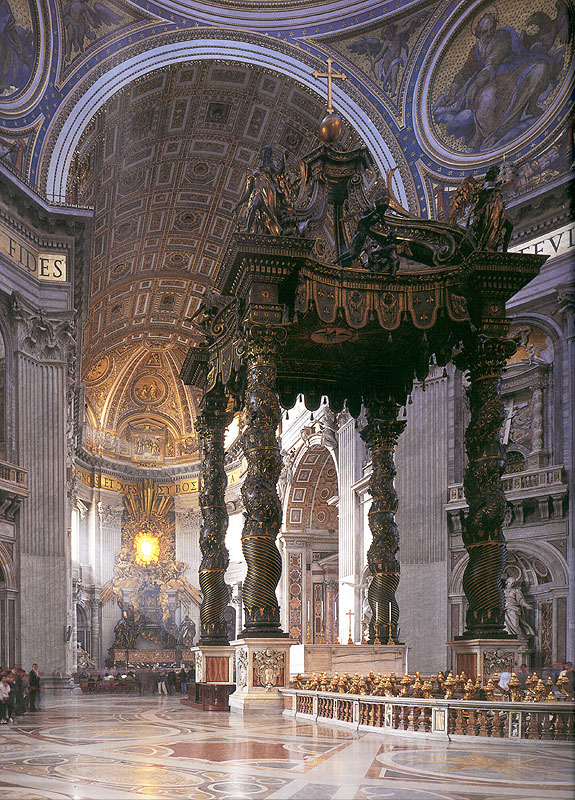
Baldaquino da Basílica moderna de São Pedro, de Bernini. O túmulo de São Pedro encontra-se diretamente abaixo desta estrutura.

O Túmulo de São Pedro é um local sob a Basílica de São Pedro que inclui diversas sepulturas e mausoléus, o túmulo de São Pedro, bem como uma estrutura para abrigá-lo está no extremo oeste de um complexo de mausoléus conhecido como Necrópole Vaticana, que data de aproximadamente de 130 O complexo original foi enchido com terra para fornecer uma fundação para o primeiro edifício da Basílica de São Pedro durante o reinado de Constantino I em aproximadamente 330. Os ossos de São Pedro encontram-se no pé de uma edícula abaixo do soalho.
As pesquisas iniciais da década de 1930 e década de 1940 foram encerradas com a descoberta do túmulo de São Pedro. Porém, os seus ossos não foram inicialmente encontrados, tendo sido descobertos, ao redor do túmulo, os restos mortais de quatro indivíduos e de diversos animais de utilização agrícola, a descoberta foi anunciada pelo Papa Pio XII no Ano Santo de 1950. Apenas em 1953, sob a chefia da criptógrafa Margherita Guarducci, uma nova pesquisa foi feita, tendo sido descoberto que houve ossos removidos sem o       conhecimento dos arqueólogos de um lóculo no lado norte de uma parede com uma inscrição a vermelho à direita dizendo Petrós Aní, que, em grego, significa "Pedro está aqui". Todas as inscrições foram examinadas por Guarducci, e consideradas legítimas. Não eram adições feitas posteriormente, mas tinham sido gravadas na época do sepultamento. O arqueólogo Antonio Ferrua descobriu características das substâncias químicas contidas na ossada, que confirmaram que estas eram pertencentes a um homem que viveu a maior parte de sua vida próximo do lago de Tiberíades, na Galileia. O teste subsequente indicou que estes eram os ossos de um homem com uma idade de 60-70 anos. Considerando o local em que foi encontrado os ossos, bem como sua idade, do templo e das catacumbas ao redor, e também de outros registros históricos, provavelmente trata-se dos ossos de São Pedro.

## Escavações
Entre 1939 e 1949 a equipe de arqueólogos do Vaticano conduzidos e vigiados pelo monsenhor Ludwig Kaas, que tinha autoridade total sobre o projeto, descobriu um complexo de mausoléus pagãos e cristãos sob as fundações da basílica de São Pedro, datando do segundo e do terceiro séculos. A construção da Antiga Basílica de São Pedro por Constantino I e as fundações para o Baldaquino de Bernini destruíram a maioria das abóbadas destas câmaras semi-subterrâneas. Entre elas estava o "túmulo do assim chamado Julii" com mosaicos que pareceram ser cristãos.

## Igreja Primitiva e primeiro templo de São Pedro
Pedro foi executado no ano 64 d.C. durante o reinado do imperador romano Nero. Sua execução foi um dos muitos martírios de cristãos na sequência do grande incêndio de Roma. Ele foi crucificado de cabeça para baixo, a seu próprio pedido, perto do Obelisco no Circo de Nero. Relatos históricos indicam que os cristãos primitivos teriam pouca dificuldade em obter o corpo do apóstolo após seu martírio. Naquela época, era costume usual enterrar o cadáver tão próximo como possível à cena de sua morte. De acordo com estes relatos, ele foi enterrado em um latifúndio que pertencia a um proprietário cristão, por uma estrada que conduzia para fora da cidade de Roma, através de Cornelia (local de um cemitério pagão e cristão conhecido) na chamada Colina do Vaticano. O túmulo original parece ter sido uma abóbada subterrânea, aproximando-se da estrada por uma escada, e o corpo repousava em um sarcófago de pedra no centro desta abóbada. Na Igreja Primitiva frequentemente referia-se ao local como sendo o túmulo conjunto de São Pedro e São Paulo.
Aproximadamente em 170 d.C. Dionísio, Bispo de Corinto escreveu à igreja de Roma agradecendo pela sua ajuda financeira na época do Papa Sotero, citando um templo com o túmulo do apóstolo Pedro. Naquela época era necessário permissão oficial para um monumento cristão, sendo o local da sepultura de Pedro um dos primeiros santuários a ser construídos para o culto do mártir.
Outra evidência da existência do túmulo neste local data do início do segundo século, em um escrito do presbítero Caio que diz haver um templo no monte Vaticano com o túmulo dos apóstolos que fundaram a Igreja de Roma, referindo-se a eles como trophoea, isto é, troféus, sinais ou memoriais de vitória.
Na Igreja Primitiva estes túmulos eram objetos de peregrinação. Devido à perseguição aos cristãos sob o reinado de Valeriano, alguns historiadores sugerem que em 258, os cristãos viram-se obrigados a remover estas relíquias para as Catacumbas de São Sebastião onde poderiam ser veneradas sem represália das autoridades ou profanação das relíquias por parte dos pagãos. Quando a perseguição se tornou menos aguda, eles foram trazidos novamente para o Vaticano e colocados em seu túmulo original novamente.

## Antiga Basílica de São Pedro

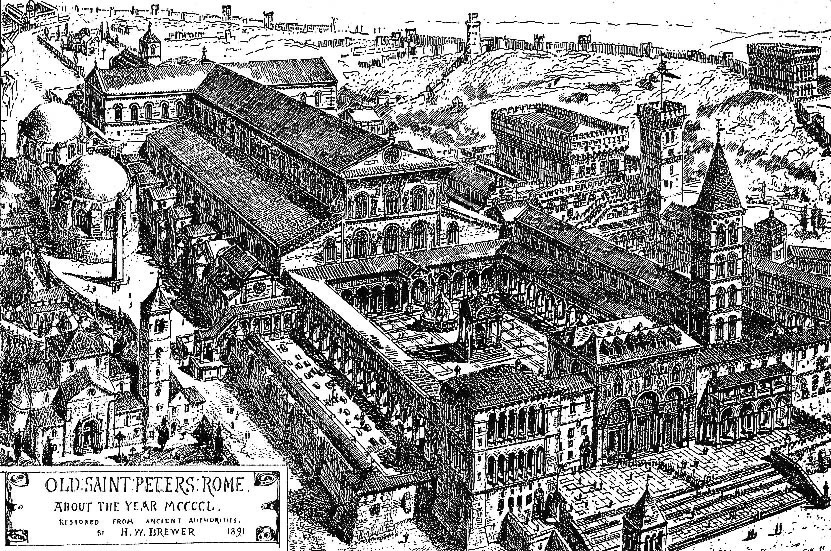
As traseiras da basílica vistas do exterior, como eram vistas até 1450.

Com o Édito de Milão, promulgado pelo imperador Constantino I, o cristianismo passou a ser tolerado, iniciando-se a "paz na Igreja". A partir daí os cristãos podiam construir os edifícios apropriados para a celebração de seus cultos. O local em que estavam as relíquias do apóstolo foi naturalmente o primeiro a ser selecionado para a construção de uma grande basílica. O imperador forneceu os fundos para este edifício, em seu desejo de honrar a memória do apóstolo.
A construção da basílica tornou-se complicada pelo fato de que o papa Anacleto, no século I, tinha construído uma câmara acima da abóbada. Os cristãos não desejavam destruir esta câmara, pela qual tinham apreço. Então, a fim de preservá-la, uma característica singular foi dada à basílica - a plataforma foi levantada no apse e na capela. A forma como esta construção foi feita permitiu que o templo original de Pedro permanecesse quase inalterado até a atualidade, apesar da reconstrução da igreja. A abóbada verdadeira em que os ossos do mártir se encontram passou a ser inacessível a partir do século IX.

## Os ossos transferidos em 1942
Em 1942, o administrador das escavações de São Pedro, monsenhor Ludwig Kaas, encontrou os ossos de São Pedro, já presumindo tratar-se das relíquias do santo, e acreditando não estarem sendo guardadas com o respeito que mereceriam, requisitou secretamente que fossem armazenadas em outro local sob sua custódia.
Após a morte de Kaas, a professora Margherita Guarducci chefe da nova pesquisa, descobriu estas relíquias.
Guarducci concluiu que os ossos pertenciam a um homem robusto que tinha morrido entre os 60 e os 70 anos e que tinha sido enterrado embrulhado num pano roxo e dourado.
A professora informou o Papa Paulo VI, após vários testes, de que se tratavam dos ossos de São Pedro. Em 26 de junho de 1968 o papa Paulo VI anunciou que as relíquias de São Pedro tinham sido identificadas "de uma forma convincente".
Sem testes de DNA que comprovem a conclusão, o debate sobre se os ossos pertencem mesmo a um dos apóstolos de Jesus Cristo deverá continuar, mas o Vaticano já disse que "não tem intenção de abrir nenhuma discussão".
Em novembro de 2013, os ossos foram mostrados pela primeira vez, na cerimónia de encerramento do "Ano da Fé", conduzida pelo papa Francisco.
Centenas de milhares de peregrinos juntaram-se para verem os oito fragmentos de ossos com entre dois a três centímetros de comprimento, exibidos numa cama de marfim dentro de um baú de bronze, que estava exposto num pedestal na Praça de São Pedro, na Cidade do Vaticano.
O baú, dado ao papa Paulo VI em 1971 e normalmente guardado na capela dos apartamentos papais, foi decorado com uma escultura de Pedro.

## Túmulos papais próximos
Evidências arqueológicas e históricas indicam que os sucessores imediatos de Pedro na Igreja de Roma, foram enterrados no monte do Vaticano, perto do apóstolo, sendo eles o Papa Lino, papa Anacleto, papa Evaristo, papa Telésforo, papa Higino, papa Pio I, papa Aniceto (transferido mais tarde para a Catacumba de Callixto), e evidências do Papa Vítor I.
Com três exceções, cada papa antes de Aniceto, havia sido enterrado tradicionalmente perto de Pedro. Uma exceção notável foi o papa Clemente I, que foi enterrado junto ao mar Negro perto da Crimeia. Similarmente, os túmulos originais do papa Alexandre I e o papa Sisto I são desconhecidos, embora haja diversas igrejas que reivindiquem mutuamente conter suas relíquias.